# Lonchaea cyanconitens
Lonchaea cyanconitens är en tvåvingeart som beskrevs av Kertesz 1901. Lonchaea cyanconitens ingår i släktet Lonchaea och familjen stjärtflugor. Inga underarter finns listade i Catalogue of Life.